# Strommix

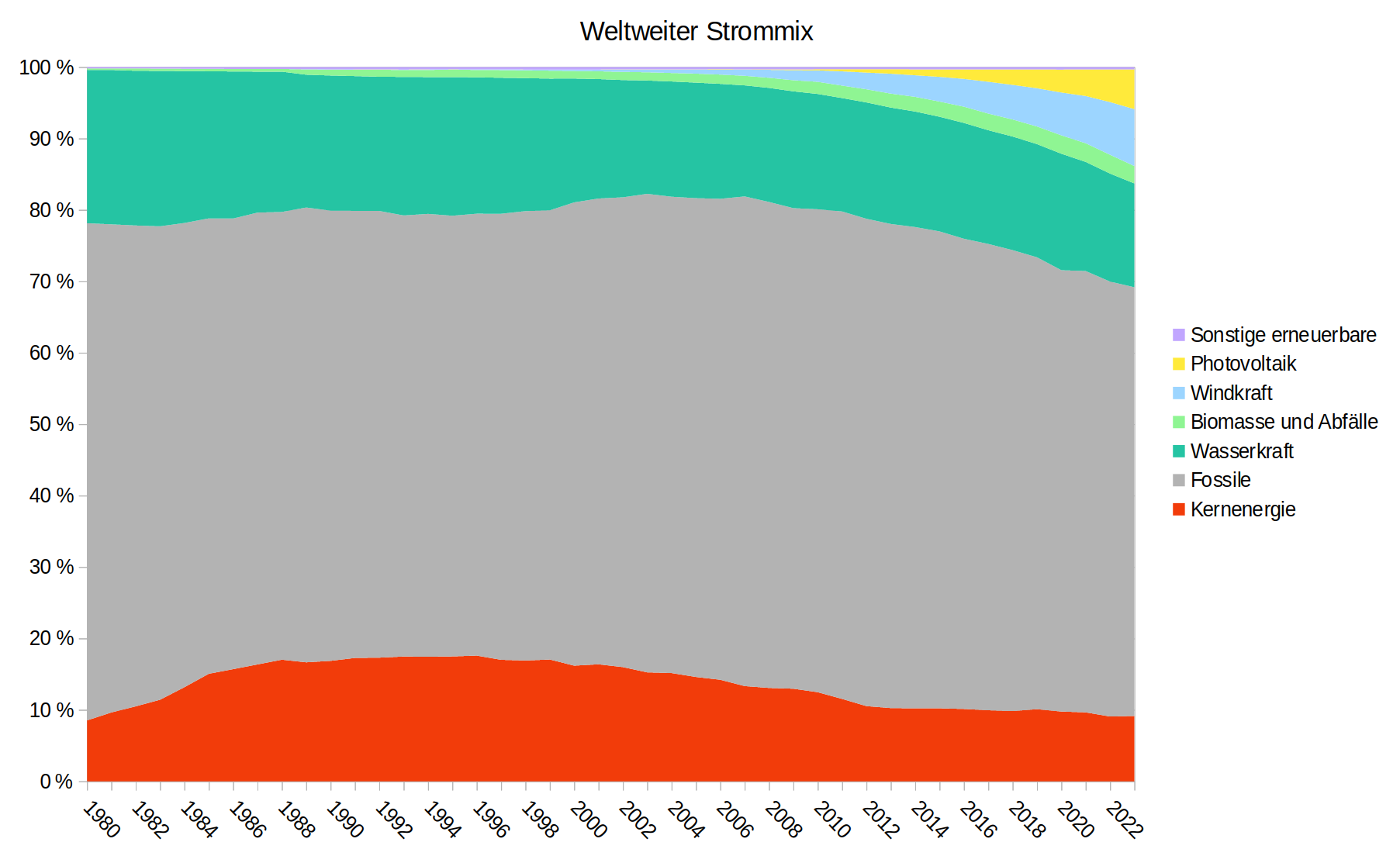
Entwicklung (1980–2021) des weltweiten Strommixes

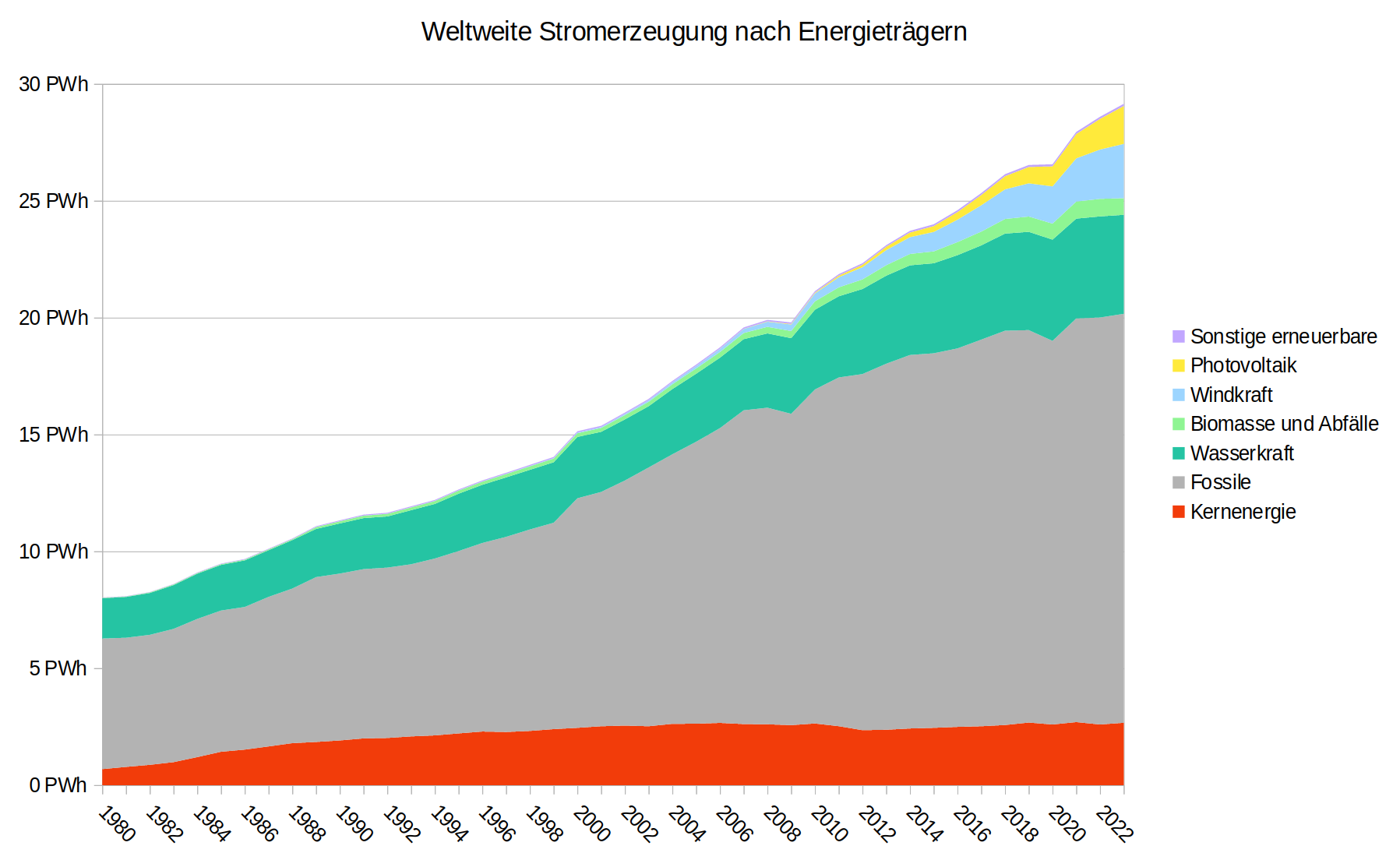
Verdreifachung (1980–2021) der Welt-Stromerzeugung
(Anteil Deutschland ca. 500 TWh bzw. 0,5 PWh)

Als Strommix wird in der Wirtschaft und speziell in der Energiewirtschaft der Anteil der Energieträger an der Stromerzeugung eines Staates (oder einer Strompreiszone) verstanden. Daraus resultiert dann die Spezifische Kohlendioxid-Emission in g CO2eq/kWh bzw. das Treibhauspotential. Für Deutschland gibt das Umweltbundesamt auf Datenbasis der AGEB als CO₂-Emissionsfaktor Strommix im Jahr 2021 407 [g/kWh] an, als THG-Emissionsfaktor mit Vorketten 473 [g CO₂-Äquivalente /kWh].
Davon zu unterscheiden ist der Liefermix eines einzelnen Stromlieferanten (siehe Stromkennzeichnung). Die Begriffe sind nicht eindeutig; der Liefermix wird von den Anbietern ebenfalls als Strommix bezeichnet.

## Allgemeines
Die relative Knappheit (gemessen in der Reichweite) von nicht erneuerbaren Energieträgern bringt den Strommix {\displaystyle S} in den Mittelpunkt der öffentlichen Diskussion. Es handelt sich um eine Kennzahl, bei welcher der Anteil jedes Energieträgers {\displaystyle E_{t}} an der Stromerzeugung {\displaystyle {\text{SE}}} wiedergegeben wird:
{\displaystyle S={\frac {E_{t}}{\text{SE}}}}.
Bei der Stromerzeugung wird die Nettostromerzeugung zugrunde gelegt, also die Bruttostromerzeugung abzüglich dem Eigenbedarf der Kraftwerke.

## Abgrenzungen
Abweichend vom Strommix bezeichnet der Energiemix den Anteil der Energieträger am Primärenergieverbrauch. Nur ein Teil des Primärenergieverbrauchs geht in die Stromerzeugung. Nach der deutschen Energiebilanz von 2020 waren es in diesem Jahr in Deutschland etwa 25 %. Der Strommix eines Landes bezieht sich auf die Produktion, während sich der Energiemix auf den Verbrauch bezieht, die Erneuerbaren-Quote wird allerdings abweichend davon ebenfalls auf den Verbrauch gerechnet (siehe unten).
Vom Strommix weiterhin zu unterscheiden ist der Liefermix des jeweiligen Stromlieferanten, der auf der Stromrechnung ausgewiesen wird und sich aus der individuellen Einkaufsstrategie des Lieferanten ergibt (siehe Stromkennzeichnung). Der Liefermix bezieht sich auf den Stromabsatz des Lieferanten und somit auf den Verbrauch. Liefermix und Erzeugungsmix können sich stark unterscheiden. So beinhaltete der Schweizer Erzeugungsmix 2018 einen hohen Anteil Erneuerbarer Energien, aber auch 30 % Kernkraft. Der durchschnittliche Liefermix war dagegen stark durch Importe aus umliegenden Ländern bestimmt und enthielt einen weit geringeren Kernkraftanteil von 17 %, dafür Lieferungen thermischer Kraftwerke und Strom unbekannter Herkunft.

## Ermittlung des Anteils Erneuerbarer Energien
Abweichend von obiger Formel wird der Anteil Erneuerbarer Energien in Europa üblicherweise auf den Bruttostromverbrauch des jeweiligen Landes bezogen. Das entspricht europäischen Vorgaben und den Zieldefinitionen der Bundesregierung zum Ausbau der Erneuerbaren Energien.
So ergab sich aus obiger Formel im Jahr 2018 für Deutschland ein Anteil Erneuerbarer Energien an der Stromerzeugung von 34,9 %. Der auf den Stromverbrauch ausgewiesene offiziell kommunizierte Anteil Erneuerbarer Energien lag im selben Jahr etwas höher bei 37,8 % des deutschen Bruttostromverbrauchs. Dies kommt daher, dass Deutschland seit einiger Zeit Nettoexporteur von Strom ist. Im Jahr 2018 wurden 50 Terawattstunden (TWh) netto exportiert. Somit ergibt sich bei Umlage der Erneuerbaren Erzeugung auf den geringeren Stromverbrauch ein etwas höherer Prozentsatz.

## Statistik

### Strommix weltweit

Weltweite Entwicklung bis 2023

Weltweit beruhte die Stromerzeugung im Jahr 2019 zu 36,7 % auf Kohle/Torf, zu 23,6 % auf Erdgas, zu 15,7 % auf Wasserkraft, zu 10,4 % auf Kernenergie, zu 2,8 % auf Erdöl und zu 10,8 % auf sonstigen Energieträgern.

### Strommix der EU
Die Stromerzeugung in den EU-Mitgliedstaaten verteilte sich im Jahr 2021 wie folgt:

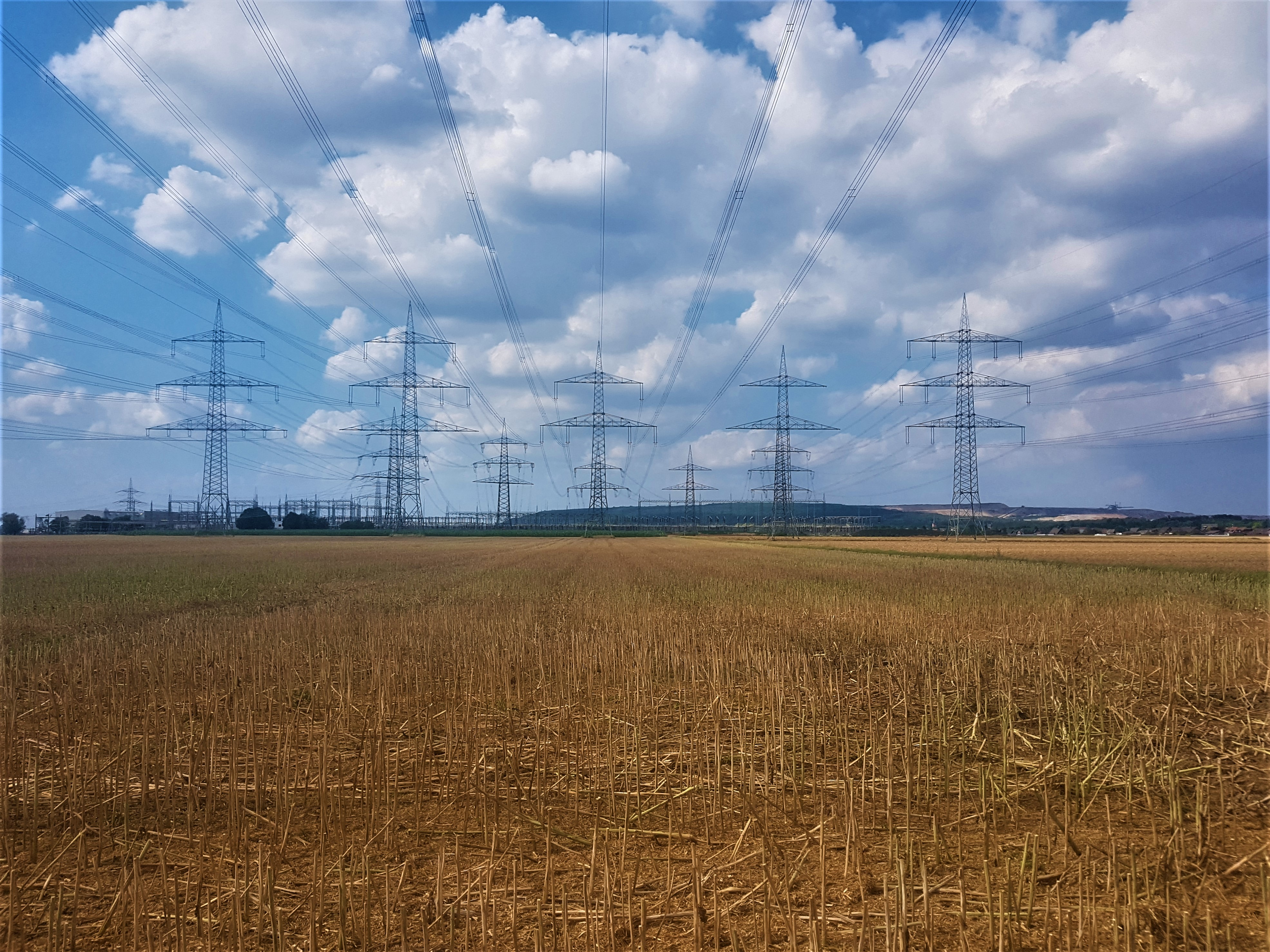
Hochspannungsleitungen zur Umspannanlage Oberzier

| Energieträger | Anteil an der Nettostromerzeugung |
| ------------- | --------------------------------- |
| Kernenergie   | 27,0 %                            |
| Erdgas        | 17,9 %                            |
| Kohle/Torf    | 15,8 %                            |
| Windenergie   | 14,4 %                            |
| Wasserkraft   | 12,2 %                            |
| Solarenergie  | 5,0 %                             |
| Biomasse      | 3,2 %                             |
| Sonstige      | 4,5 %                             |

### Strommix in Deutschland

Deutscher Strommix 2023

Im Jahr 2021 wurde Strom in Deutschland mit einem Anteil von 28,1 % mit Kohle erzeugt (36 % im Jahr 2018, 23,7 % 2020). Der Anteil erneuerbarer Energien stieg von 2003 bis 2020 stetig an, hauptsächlich von dem Ausbau der Windenergie getragen; er lag 2020 bei 44,9 % und damit deutlich über dem von Kohle.
Die Anteile der Energieträger an der deutschen Stromerzeugung verteilten sich wie folgt:
| Energieträger | 2015   | 2020   | 2021   | 2022   | 2023   |
| ------------- | ------ | ------ | ------ | ------ | ------ |
| Braunkohle    | 24,0 % | 16,8 % | 20,2 % | 20,0 % | 18,0 % |
| Kernenergie   | 14,1 % | 12,5 % | 13,3 % | 6,4 %  | 1,6 %  |
| Erdgas        | 8,8 %  | 12,1 % | 10,5 % | 11,4 % | 10,3 % |
| Steinkohle    | 18,2 % | 7,3 %  | 9,5 %  | 13,3 % | 7,8 %  |
| Windkraft     | 13,3 % | 27,0 % | 23,0 % | 24,1 % | 32,4 % |
| Photovoltaik  | 5,9 %  | 10,4 % | 9,9 %  | 10,6 % | 12,2 % |
| Biomasse      | 7,7 %  | 9,3 %  | 8,8 %  | 5,8 %  | 9,7 %  |
| Wasserkraft   | 3,0 %  | 3,7 %  | 4,0 %  | 3,2 %  | 4,2 %  |
| Sonstige      | 5,0 %  | 0,9 %  | 0,8 %  | 5,2 %  | 3,8 %  |

### Strommix in den USA

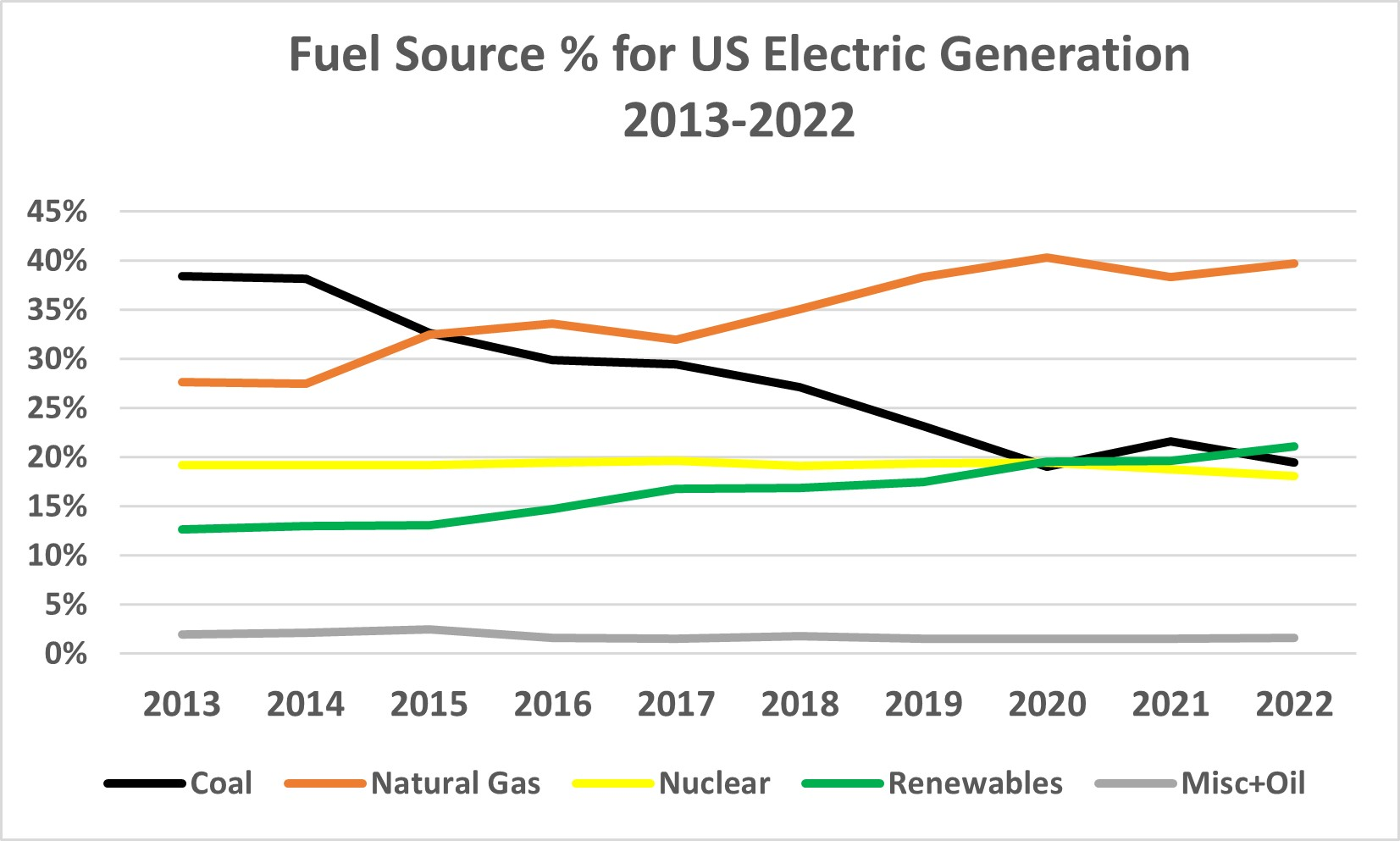
Prozentanteile an der Stromerzeugung in den USA

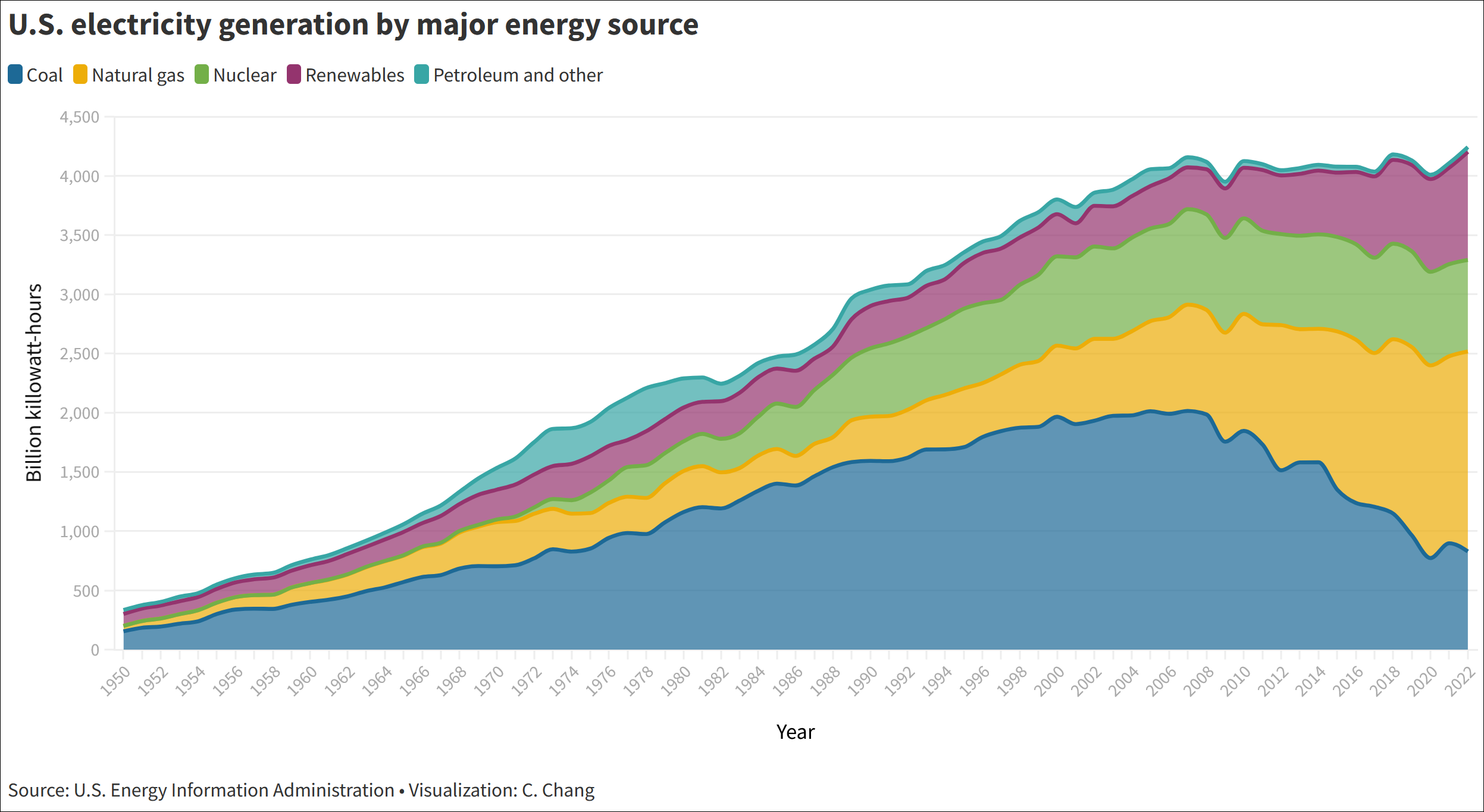
Produzierte Strommengen 1950–2022

Im Jahr 2013 betrug der Anteil der Kohle an der Stromerzeugung 38,8 %, der Anteil der Erdgasenergie 27,6 %, der Anteil der Kernenergie 19,4 %, der Anteil der Windenergie 4,1 %, der Anteil der Wasserkraft 6,6 % und der Anteil der Solarenergie 0,2 %.
2023: Erdgas (42,3 %),
Kernenergie (18,2 %),
Kohle (15,9 %),
Windenergie (10 %),
Wasserkraft (5,6 %),
Solarenergie (5,6 %) und Biomasse (1,1 %).
Durch die Änderungen im Energiemix sanken die CO2-Emissionen um 30 %.

### International
Im Jahr 2020 hatten die einzelnen Energiequellen folgende prozentualen Anteile an der Stromerzeugung:
| Staat       | Kernenergie | Wasserkraft | Windenergie | thermische Energie | Solarenergie | Bioenergie | konventionelle Energiequellen |
| ----------- | ----------- | ----------- | ----------- | ------------------ | ------------ | ---------- | ----------------------------- |
| Deutschland | 12,5 %      | 3,7 %       | 27,0 %      | 9,3 %              | 10,4 %       | 9,3 %      | 27,8 %                        |
| Frankreich  | 67,1 %      | 13,0 %      | 7,9 %       | 7,5 %              | 2,5 %        | 1,0 %      | 1,0 %                         |
| Niederlande | 3,7 %       | 0,0 %       | 12,9 %      |                    | 0,3 %        | 0,2 %      |                               |
| Österreich  | 0,0 %       | 62,0 %      | 9,0 %       |                    | 3,0 %        | 6,0 %      | 17,0 %                        |
| Schweiz     | 19,9 %      | 66,0 %      |             | 10,3 %             |              |            | 1,8 %                         |

Die Energieversorgungsunternehmen sind seit 2009 zur Stromkennzeichnung verpflichtet, also zur Aufschlüsselung der Herkunft der an ihrer Stromlieferung beteiligten Kraftwerksarten (Richtlinie 2009/72/EG vom 13. Juli 2009 über gemeinsame Vorschriften für den Elektrizitätsbinnenmarkt und zur Aufhebung der Richtlinie 2003/54/EG).
Aus dem Strommix eines Landes, eines Anbieters oder eines Tarifprodukts lässt sich dessen spezifische Kohlendioxid-Emission berechnen. Der Strommix in Deutschland (Stand 2021) führte insgesamt zu einer Emission von 400 g CO2 pro kWh.

## Wirtschaftliche Aspekte
Die Energiepolitik hat unter anderem die Aufgabe, für Energiesicherheit zu sorgen. Dabei ist zu bedenken, dass in den EU-Mitgliedstaaten die Importe meist aus politisch und sozio-ökonomisch instabilen Weltregionen (Naher Osten, Russland, Zentralasien) stammen. Für die Energiesicherheit bei der Stromerzeugung sind jederzeitige Verfügbarkeit und ein hoher Selbstversorgungsgrad bei Energieträgern erforderlich.
Die jederzeitige Verfügbarkeit ist bei Solarstrom, Wasserkraft oder Windenergie stark von der Wetterlage abhängig. Fehlt es an Sonnenschein (mindestens in der Nacht) oder Wind (bei Windstille), kann keine Solarenergie bzw. Windenergie erzeugt werden, lange Trockenheit beeinträchtigt die Erzeugung von Wasserkraft. Dabei hilft es nicht, dass bei diesen erneuerbaren Energien in Deutschland die Eigenerzeugung bei über 99 % liegt. Der Selbstversorgungsgrad besagt, wie hoch die Eigenerzeugung von Energie ist und wie hoch die Abhängigkeit vom Import der Energieträger einzustufen ist (siehe Energiemix). Eine hohe Importabhängigkeit bei fossiler Energie stellt eine riskante Monostruktur dar, die bei Betriebsstörungen, Boykotten oder Embargos durch exportierende Staaten die Stromerzeugung gefährdet. Um diese Monostrukturen zu verringern oder zu vermeiden, müssen Diversifizierungen den Strommix so verändern, so dass einseitige Import- und Exportabhängigkeiten mit einzelnen Staaten ganz oder teilweise beseitigt werden. Zudem ist bei fossilen Energieträgern deren Reichweite zu berücksichtigen.
Zu beachten ist ferner, welche Ressourcenmengen und Emissionen für die Stromerzeugung von 1 kWh Strom erforderlich sind. Der elektrische Wirkungsgrad von Erdgaskraftwerken liegt etwa bei 50–60 %, Erdölkraftwerke sind eher schlechter, Biomethan und Biosprit liegen zwischen 10 und 50 %. Wird auch die Abwärme genutzt (siehe Fernwärme), können deutlich höhere Gesamt-Wirkungsgrade erreicht werden. Die Wandlung von Wasserstoff in Strom hat je nach Technologie einen Wirkungsgrad zwischen 10 und 80 %.